# مونسينيري-تونيغراند
مونسينيري-تونيغراند (بالإنجليزية: Montsinéry-Tonnegrande)‏ هي إحدى بلديات دائرة كايين بغويانا الفرنسية
تقع مونتسنيري-تونيغراند إلى الجنوب الغربي من كايين. وبها حديقة حيوان أمازونية ومسارات مشي مختلفة. كانت البلدة سابقا مضيفة لمعسكر اعتقال للسجناء الهندوشيين في الثلاثينيات.